# Long COVID
Long COVID（ロング・コビッド）は、新型コロナウイルス感染症（COVID-19）の回復期以降に現れる典型的な疾患、あるいは持続する長期的な後遺症を特徴とする疾患である。
Long COVIDは、呼吸器系障害、神経系および神経認知障害、精神障害、代謝障害、心血管障害、消化器障害、倦怠感、疲労、筋骨格痛、貧血など、ほぼ全ての臓器系に影響を及ぼす可能性がある。一般的には、疲労、頭痛、呼吸困難、無嗅覚症（嗅覚の喪失）、刺激性異嗅症（嗅覚の機能不全）、筋力低下、微熱、認知機能障害など様々な症状が報告されている。
症状の正確な性質や長期的な症状を経験する人の数は不明であり、使用される定義、調査対象の母集団、調査する期間によって異なる。英国国家統計局の調査によると、SARS-CoV-2検査の陽性者の約14%が、3カ月以上にわたって1つ以上の症状を経験したと推定された。オックスフォード大学が行った、主に米国からのCOVID-19の生存者273,618人を対象とした研究では、約37%が診断後3カ月〜6カ月の間に1つ以上の症状を経験していることが示された。
Long COVIDの様々な側面に対する研究が進行中であるが、2021年11月時点、その病気の定義も機構もまだ不明である。一部の国や管轄区域では、この患者群に対処するために専門診療所の設立やアドバイスの提供など、医療制度が動員されている。しかし、全体としては除外診断が既定であると考えられている。
日本においては、「新型コロナウイルス感染症の罹患後症状（いわゆる後遺症）」やコロナ後遺症と呼ばれることもある。

## 名称
名称は定まっておらず、英語や日本語では他にも次のような名称が用いられる。
- 英: post-COVID-19 syndrome[13][14]、
- 英: post-acute sequelae of COVID-19（PASC）
- 英: chronic COVID syndrome（CCS）[15][16][17]
- 日: 新型コロナウイルス感染症の罹患後症状[11]
- 日: 新型コロナ後遺症[18]

## 定義
「Long COVID」は患者が作成した用語で、2020年5月にユニヴァーシティ・カレッジ・ロンドンの考古学者であるElisa PeregoがTwitter上でハッシュタグとして初めて使用したとされている。
Long COVIDには単一の厳密な定義はない。重篤な症状あるいは集中治療後症候群や二次感染などの合併症を経験した人が、入院を必要とせず（軽症COVID-19（mild COVID-19）と呼ばれる）そういう合併症もなかった人と比べて、回復に時間がかかるのは正常であり、予期されることである。このように重症度の違いのため、個人の継続的な症状が正常な回復期なのか、それとも長期化したLong COVIDなのか、判断を難しくさせる。経験則の一つに、Long COVIDは2カ月以上続いている症状を表すといわれるが、この切り分けがSARS-CoV-2ウイルス感染に固有であると言える根拠はない。

### 世界保健機関による臨床症例の定義
世界保健機関（WHO）は、2021年10月に臨床症例の定義を発表し、後に、ジャーナルThe Lancet Infectious Diseasesに掲載された。
post-COVID-19 condition occurs in individuals with a history of probable or confirmed SARS-CoV-2 infection, usually 3 months from the onset, with symptoms that last for at least 2 months and cannot be explained by an alternative diagnosis. Common symptoms include, but are not limited to, fatigue, shortness of breath, and cognitive dysfunction, and generally have an impact on everyday functioning. Symptoms might be new onset following initial recovery from an acute COVID-19 episode or persist from the initial illness. Symptoms might also fluctuate or relapse over time.

和訳：
新型コロナウイルス感染症後遺症は、SARS-CoV-2感染の可能性があるか、または確認された病歴を持つ個人に起こり、通常は発症から3カ月で症状は少なくとも2カ月間続き、代替診断では説明することができない。一般的な症状は、疲労、息切れ、認知機能障害などであるが、これらに限定されるものではなく、一般的に日常の機能にも影響を及ぼす。症状は、急性COVID-19のエピソードから最初の回復後における新規発症、または最初の症状からの持続という可能性がある。症状はまた時間の経過とともに変動したり、再発する可能性もある。

### 英国での定義
英国国立医療技術評価機構（NICE）では、COVID-19を3つの臨床症例の定義に分類している。
- 重症急性呼吸器症候群コロナウイルス2型（SARS-CoV-2）に感染した後、最初の4週間の徴候と症状を対象とする急性COVID-19（acute COVID-19）と、
- 急性COVID-19の発症から4週間以上経過後の新規の症状または継続的な症状を対象とする長期COVID（long COVID）。これは、
  - 発症後4週間〜12週間までの影響について持続的な症候性COVID-19（ongoing symptomatic COVID-19）と、
  - 発症後12週間以上持続する影響に対するCOVID-19後症候群（post-COVID-19 syndrome）に分けられる

NICEは、Long COVIDという用語を、前述の「臨床症例の定義」に加えて、「急性COVID-19の後に継続または発症する徴候や症状を説明するために一般的に使用されている。これには、継続的なCOVID-19（4週間〜12週間）とCOVID-19後症候群（12週間以上）の両方が含まれる」と説明している。
NICEは、COVID-19後症候群を「COVID-19と一致する感染中または感染後に発症し、12週間以上継続し、代替診断で説明できない徴候および症状。それは通常、しばしば重複する一群の症状を示し、それらは時間と共に変動および変化して体内のあらゆるシステムに影響を与える可能性がある。COVID-19後症候群は、別の基礎疾患の可能性の評価も含め、12週間より前に考慮されることがある。」と定義している。

### 米国での定義
2021年2月、米国国立衛生研究所（NIH）のフランシス・コリンズ長官は、個人の「数週間かけても完全に回復しない」Long COVID症状を、SARS-CoV-2感染症後急性後遺症（Post-Acute Sequelae of SARS-CoV-2 infection、PASC）と総称して指摘した。NIHは、Long COVIDの症状として、疲労、息切れ、意識混濁（ブレイン・フォグ）、睡眠障害、断続的な発熱、胃腸症状、不安、抑うつを挙げている。症状は数カ月間持続し、軽度なものから無能力なものまで様々であり、感染から時間が経過した後も新たな症状が発生する可能性がある。米国疾病管理予防センター（CDC）の用語である「COVID後症状」（Post-Covid Conditions）は、初感染から4週間以上経過した症状をLong COVIDと認定している。

## 症状

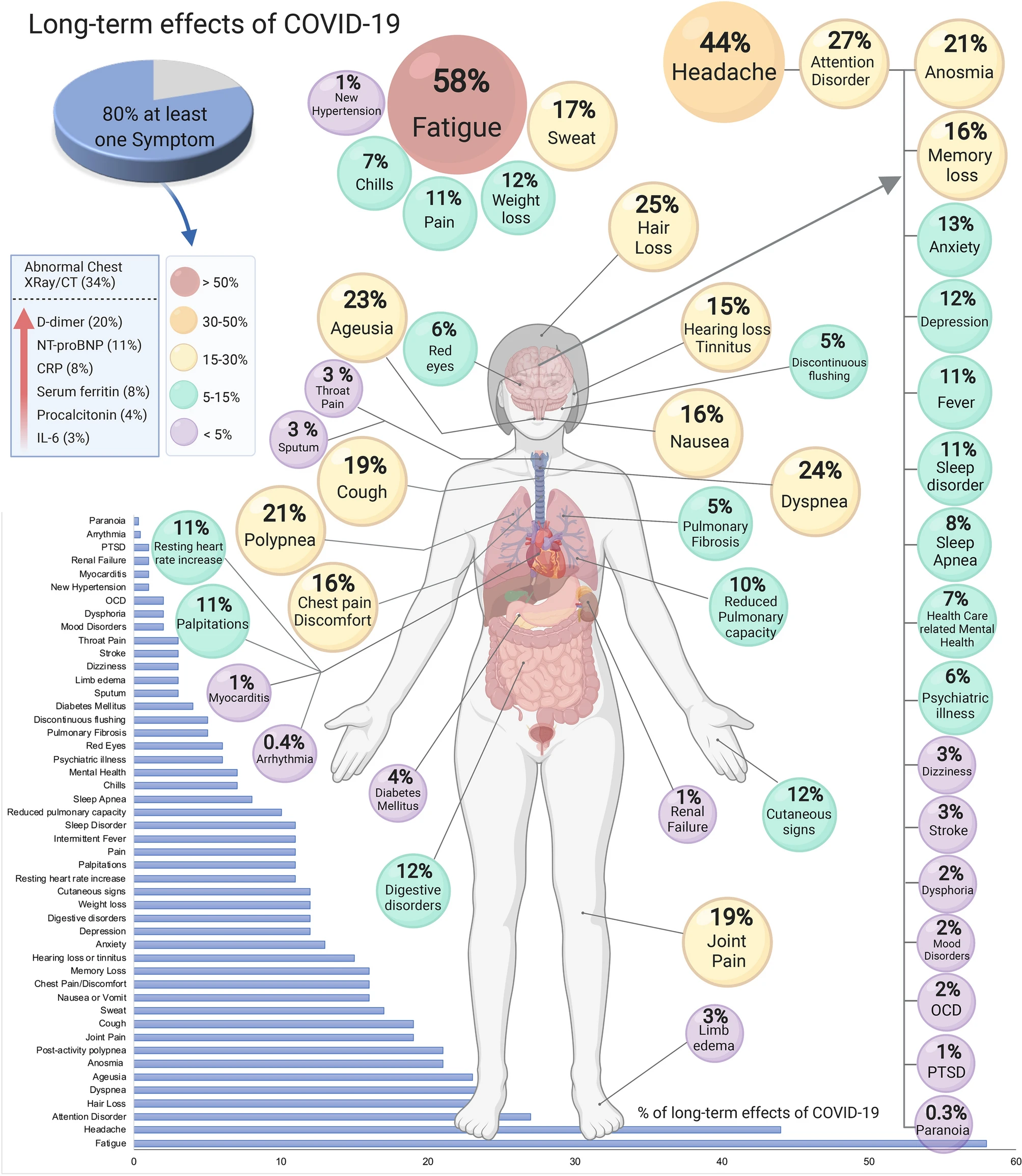
科学的レビューによって「Long COVID」を含む50以上のはっきりした長期的影響が推定有病率と共に特定され、含まれる患者の80%で2週間を超える少なくとも1つの全体的な影響に及んだと推定された。

28日間以上、病気が続く3,762人の患者を対象とした多国籍のオンライン調査で、91%の人が回復に35週間以上かかっていることがわかった。患者は平均して、9つの臓器系で56の症状（標準偏差±25.5）を経験した。症状は時間と共に変化し、6ヵ月後の最も一般的な症状は、疲労、運動後の倦怠感、認知機能障害であった。
症状の再発は、身体的または精神的な努力やストレスが引き金となり86％の患者で見られた。3つの症状のグループが特定され、最初の2〜3週間でピークに達してその後に収まる初期症状、安定した症状、そして最初の2カ月で著しく増加してその後に安定する症状に分類された。
Long COVIDに罹患した人によって報告された症状は次のとおりである。
- 極度の疲労
- 長く続く咳
- 筋力低下
- 微熱
- 集中力の欠如（ブレイン・フォグ）
- 記憶障害、遂行障害などの高次脳機能障害
- 気分の変化、時にはうつ病などのメンタルヘルスの問題を伴う
- 睡眠障害（夢の異常）
- 頭痛、片頭痛の悪化
- 関節痛・筋肉痛
- 手足の痺れ
- 下痢や嘔吐の発作
- 味覚や嗅覚の喪失
- 喉の痛み（英語版）と嚥下困難
- 糖尿病や高血圧の新たな発症
- 胸焼け（胃食道逆流症）
- 皮膚の発疹、肥満細胞活性化症候群
- 息切れ
- 胸痛
- 動悸
- 腎臓障害（急性腎障害、慢性腎臓病）[35]
- 口腔の健康状態の変化（歯、唾液、歯ぐき）
- 無嗅覚症（嗅覚の喪失）[36]
- 刺激性異臭症（嗅覚の機能不全）[36]
- 耳鳴り
- 血液凝固（深部静脈血栓症および肺塞栓症）
- 月経異常

## 疫学
COVID-19パンデミックの早期から、軽症（入院を要さない）または中等症（酸素吸入が必要）の初期感染者だけでなく、より重症の感染症で入院患者も含めて、感染後の長期的な疾病がいくつか報告されている。香港でなされたSARS後の4年間の調査では、生存者の42.5%が心的外傷後ストレス障害、うつ病、慢性疲労に至るまで、少なくとも1つの診断可能な精神障害を報告している[要出典科学]。
2021年の時点で、正確な発生率は不明である。多くの人が徐々に回復するので、発生率は時間と共に減少する。いくつかの初期の研究では、COVID-19を発症した人の20%〜33%が1カ月以上続く症状を経験したことを示唆している。2020年前半に米国で行われた電話調査によると、SARS-CoV-2検査で陽性者の約35%が3週間以上続く様々な症状を経験した。2020年12月の時点で、英国国家統計局は、SARS-CoV-2の検査における全ての陽性者のうち、約21%が5週間以上、約10%が12週間以上症状が続くと推定している。
いくつかの研究では、一部の子どもがSARS-CoV-2感染による残存症状を経験したことを示唆している。
感染した人は誰でもLong COVIDを発症する可能性があるが、入院が必要になった人では回復するのにより長い時間がかかる。重度の疾患で入院した人の大多数（最大80%）では、疲労や息切れ（呼吸困難）などの長期的な問題を経験している。また、初期感染で重症化した患者、特に呼吸を助けるために人工呼吸を必要とした患者の場合、回復後に集中治療後症候群に苦しむ可能性がある。
中華人民共和国の武漢で入院していた患者を対象にした研究では、6ヵ月後も大多数の患者で少なくとも1つの症状を示していることがわかった。より重篤な患者の中には、依然として肺機能に深刻な不全が見られた。退院して約6カ月後に追跡調査した1,733人の患者の中で、最も一般的な症状は、疲労または筋力低下（63%）、睡眠障害（26%）、および不安や抑うつ（23%）であった。
COVID-19で入院したことがないにもかかわらず、長期的な神経学的症状に苦しむ人もおり、この集団に対する最初の研究は2021年3月に発表された。これらの非入院患者は、最も頻繁に『認知や生活の質に影響を与える顕著で持続的な「ブレイン・フォグ」と「疲労」を経験した』。
2021年1月、英国での調査によると、回復した患者の30%が140日以内に再入院し、全体の12%が死亡した。多くの患者が、初めて糖尿病を発症し、心臓、肝臓、腎臓の病気も発症した。インスリン不全症のモードは、その時点では不明だった。
2021年3月、インドネシア医師会は463人の調査で、回答者の63.5%がSARS-CoV-2感染後に残存症状を自己申告していることが示唆された。正確な症状の集まりは特定されていないが、記事によると、疲労と咳が最も一般的で、次いで筋肉痛と頭痛が続いた。
2021年5月、スタンフォード大学の研究者が主導した世界的なシステマティック・レビューでは、COVID-19患者の70％以上で、初期段階から回復してから数カ月後に、様々な症状が継続したと報告された。この研究のほとんどの患者は、以前に入院していた。最も一般的な残存症状は、息切れ、疲労、睡眠障害であった。味覚や嗅覚の喪失、記憶喪失や集中力低下などの認知障害、うつ病、不安など、合計84件の臨床的徴候や症状が報告された。
2021年6月、ノルウェーのベルゲンで行われた長期研究では、16歳〜30歳の在宅隔離された若年成人症例コホートの52%（31/61）が、6カ月時点でも症状を経験し続けていることがわかった。この研究は、パンデミック第1波の症例の82%（312人）を捉えており、247人が自宅隔離、65人が入院した。
ブレイクスルー感染後（COVID-19ワクチンを完全接種された人の症例）に関するLong COVIDのデータはほとんどない。2021年7月、イスラエルで1,497人の完全ワクチン接種された医療従事者を対象とした研究では、検査陽性者の19%（感染者36人中7人）が6週間以上のLong COVID-19症状を示し、陽性者の85%でα変異株が確認されたと報告されている。
2021年8月、武漢で発生した2020年初頭の病院生存者1,276人を対象にした調査によると、多くの症状は時間と共に消失し、以前雇用されていた患者の88%が元の仕事に戻ったものの、退院後12カ月に49%が少なくとも1つの後遺症があり、その集団の一般的な健康状態は対照集団のそれよりも低かったと報告された。女性は男性と比較して、疲労、筋力低下、不安、抑うつ、または肺拡散障害の可能性が高かった。また、この研究では、生存者は不安やうつ病などの精神医学的転帰のリスクが高いこともわかった。
2021年9月に、The Lancetで発表された研究では、COVID-19ワクチンを2回接種すると、Long COVIDの確率が半減することがわかった。

## 原因
ほとんど患者が2〜3週間以内に完全に回復する一方で、数週間から数カ月も症状を経験する患者もいるが、その理由は現在（2020年8月）のところ不明である。Long COVIDが発生する正確なプロセスは不明であるが、いくつかの機序が示唆されている。
2021年3月のレビューでは、Long COVIDの主な原因として、次の病態生理学的プロセスが引用されている。
- ウイルス感染組織、特に肺における直接毒性
- 感染後の免疫系調節不全により進行中の炎症
- ウイルス誘発性の凝固亢進（英語版）（体内血栓が発生しやすい傾向）、および血栓症（体内血栓）による血管損傷および虚血
- SARS-CoV-2がACE2保有組織に及ぼす影響に関連したレニン-アンジオテンシン系の調節障害

2020年10月、英国国立衛生研究所のレビューにおいて、現在進行中のLong COVIDの症状は、4つの症候群が原因である可能性があるという仮説が示された。
- 肺と心臓の恒久的な損傷
- 集中治療後症候群
- 筋肉痛性脳脊髄炎／慢性疲労症候群（ME/CFS）と同じと見なされることもあるウイルス感染後の疲労
- 継続的なCOVID-19の症状（英語版）

新たな継続的な症状を引き起こす可能性のあるその他の状況には、次のようなものがある。
- 免疫応答が効果的でなく、通常より長くウイルスが存在する場合[67]
- 再感染（たとえば、ウイルスの別の株への感染）[67]
- EBVなどの他のウイルスの再活性化
- 炎症と感染に対する強い免疫応答によって引き起こされる損傷[67]
- 病気の間の運動不足による体調不良（英語版）[67]
- 心的外傷後ストレス障害または他の精神的後遺症[67]。特に、以前に不安、うつ病、不眠症、または他のメンタルヘルス上の障害を経験したことがある人[70][要非一次資料]
- 血漿微小血栓の持続的に循環による、酸素交換の阻害[71]
- 感染後の様々な自己抗体の発現[72][73][74]

### 他の症候群との類似性
Long COVIDは、エボラ出血熱感染後症候群やチクングニア熱に見られる感染後症候群や、筋痛性脳脊髄炎／慢性疲労症候群（ME/CFS）を引き起こすと思われる感染症に類似しており、Long COVIDの病態は、これらの他の疾患と類似している可能性がある。カナダの一部のLong COVID患者は、ME/CFSと診断されている。この疾患は「衰弱性の多系統神経疾患で、ほとんどの場合、感染症が引き金になっていると考えられている」。米国のソルトレイクシティにあるME/CFSの専門家であるルシンダ・ベイトマンは、この2つの症候群は同一のものであると考えている。ME/CFSの研究をもっと進める必要がある。米国政府の最高医療顧問であるアンソニー・ファウチは、COVID-19は「よく知られた病原体で、ME/CFSを理解するのに、今、非常に役立つはずだ」と述べた。

### 危険因子
2020年10月21日に最初に投稿されたキングス・カレッジ・ロンドンの研究によると、Long COVIDの危険因子には次のものが含まれる可能性がある。
- 年齢（特に50歳以上）
- 肥満[79]
- 喘息
- COVID-19感染後1週間で5つ以上の症状（例：咳、疲労、頭痛、下痢、嗅覚障害）を報告。報告の中央値は5である。

女性は男性よりも重度の急性COVIDを発症する可能性は低いが、Long COVIDを発症する可能性が高い。いくつかの研究では、これは主にホルモンの違いによるものであることを示唆しているが、別の研究では、染色体遺伝学、免疫系の作用の性差を含む、非生物学的な他の要因が関係している可能性を指摘している。

## 診断と治療
これまで説明がつかなかった観察結果を患者や医師に提供するため、キセノンMRIがLong COVIDの研究で用いられている。キセノンMRIは、ガス交換を測定し、患者の血流によって取り込まれる空気の量を知ることができ、Long COVID患者で研究されている。
キセノンMRIは、肺機能の3つの要素である換気、バリア組織の取り込み、ガス交換を定量化することができる。キセノン129 (英語版) は肺組織に可溶であり、灌流やガス交換などの肺機能の評価もできる（ヘリウムよりも優れる）。換気は、肺内部で空気がどのように分布しているかを測定し、キセノンがその領域に到達しない場合には、潜在的に損なわれた肺領域の位置が認められる。バリア組織の取り込みとガス交換は、肺胞-毛細血管膜を通過して拡散する空気量を測定する。キセノンMRIは、肺に空気がどれだけ取り込まれ、肺組織に吸収され、血液に取り込まれるかを判断するのに有効である。
様々な薬剤の効果が検討されているが、現時点でランダム化比較試験（RCT）で有効とされている治療薬は見つかっていない。ビタミン剤などのサプリメント、抗ウイルス薬、SSRI（選択的セロトニン再取り込み阻害薬）などの抗うつ薬などが期待されている。2022年9月、イタリアの他施設研究で、L-アルギニンとビタミンCのサプリメントがマルチビタミンよりも効果があるという報告が出ている。ビタミンDやビタミンB12が減っているケースでは補充が推奨されている。
PESE（労作後の症状増悪）がある症例では、エネルギーの節約が基本で、WHO欧州事務局が作成した『リハビリテーションの支援：COVID-19　関連疾患後の自己管理』第2版などを参考に、クラッシュにならないように自分のペースで身体と脳の活動をする（Pacing）、優先順位をつける（Prioritizing)、計画を立てる（Planning）が重要で、PESEを起こさないような範囲の活動・運動を頻度、持続時間、強度の順に増やしていくことが良い。

## 医療制度の対応

### オーストラリア
2020年10月、王立オーストラリア一般開業医大学（RACGP）が発表したガイドによると、COVID-19感染後の継続的な疲労、息切れ、胸部痛などの症状は、すでに記録されているより重篤な症状に加えて、開業医（GP）による管理が必要になるとされている。
2021年12月、ディーキン大学の医療経済学の専門家による調査によると、オミクロン変種の影響がまだ完全に解明されていなくても、国境やその他の制限が最近解除された後に、現在のニューサウスウェールズ州の約9,450人と、ビクトリア州の19,800人に加え、さらに1万から133,000人のLong COVID症例が発生する恐れがあることを示唆している。RACGPは、新たに発生した多数のLong COVID患者を管理するための一般開業医向け新たなガイドラインを公開した。

### 南アフリカ共和国
2020年10月、国立感染症研究所 (南アフリカ)（NICD）のDATCOV病院監視部門は、PASCが南アフリカの状況に及ぼす影響について臨床研究を行うため、国際重症急性呼吸器・新興感染症協会（ISARIC）との提携を調査した。2021年2月、データ収集が開始された。

### 英国
英国国民保健サービスがLong COVIDの治療のために専門クリニックを設立した。2020年9月21日、『ブリティッシュ・メディカル・ジャーナル』（BMJ）に掲載され、学者たちによって署名されたTrisha Greenhalghが書いた書簡の中で、英国の4人の主席医務官は、Long COVIDに関する学究的な注意喚起を行った。
2020年10月、NHSイングランドの長官であるサイモン・スティーブンスは、NHSが同年、患者の身体的、認知的、心理的状態を評価し、専門的な治療を提供するLong COVIDクリニックの設置に1,000万ポンドを投じる約束を発表した。将来の臨床ガイドラインが発表され、そこでは10,000人の患者を対象にしたさらなる研究、指定タスクフォースの設置、加えてオンライン・リハビリテーション・サービス「Your Covid Recovery」が計画された。クリニックには、「心身の健康につながるケア」の提供を目的に、様々な医療専門家やセラピストが参加している。
英国国立衛生研究所は、Long COVIDの症状の背後にあるメカニズムの研究に資金を割り当てた。
2020年12月、ユニバーシティ・カレッジ病院（UCLH）は、COVID後神経学的疾患を持つ患者のために、国立神経学脳神経外科病院に、2番目のLong COVIDクリニックを開設した。最初のクリニックは5月に開設され、主に呼吸器の問題に焦点を当てていたが、各クリニックは、必要に応じて心臓病専門医、理学療法士、精神科医など、他の専門医に患者を紹介している。2021年3月までに、英国NHSには69個所のLong COVIDクリニックが設けられ、主に患者の評価に焦点を当てており、さらに開設が予定されている。地域のリハビリテーションサービスには多数の紹介を管理する能力がないことが懸念されていた。
2020年12月18日、英国国立医療技術評価機構（NICE）、英国家庭医学会（RCGP）、スコットランド大学間共通ガイドラインネットワーク（SIGN）は、Long COVIDの管理に関するガイドを発表した。このガイドラインは、Long COVID「長距離輸送車」（患者が自らを表す用語）のためのオンライン支援グループである英国の医師「#longcovid」グループの代表者によってレビューされ、Long COVIDの臨床的特徴や身体的性質についてより包括的な説明を導入することで改善できると述べた。
2021年11月、英国医師会がLong COVIDを職業病に分類するよう推進しているにもかかわらず、雇用主も労働組合も支持していないというNHSスタッフからの苦情が報告された。
2022年8月、英国産業衛生学会（SOM）が、職場復帰ガイドラインを発表している。

### 米国
アンソニー・ファウチ医師は、長期的COVID-19を「...非常に現実的で広範囲にたる現象」と述べる一方、症例数は不明であるとも述べている。
2021年2月23日、米国立衛生研究所の所長フランシス・コリンズは、Long COVIDに苦しむ人々の原因を明らかにし、最終的には予防と治療の手段を特定するための主要な新構想を発表した。この構想の一部には、PASC（post-acute sequelae of SARS-CoV-2）に関連する神経学的症状のデータを収集するCOVID-19プロジェクトの創設が含まれる。
2021年4月28日、米国下院エネルギー・商業委員会の健康に関する小委員会は、long COVIDについての公聴会を開催した。
2022年8月、退役軍人省がLong COVIDのガイドラインを発表している。

## 患者らによる取り組み
Long COVIDの経験者の中には、SNSでグループを形成している人がいる。患者自身が主導する研究を含む、国際的なLong COVID患者擁護運動が活発に行われている。これらのグループの多くでは、自分の問題が医療従事者によって却下されたという欲求不満と認識が述べられている。この問題は"医療的ガスライティング"（Medical gaslighting）と言われている。

### 日本における患者団体の発足
日本でもSNSを通じて知り合った患者4人が2023年11月に「全国コロナ後遺症患者と家族の会」を結成し、治療法の研究、社会復帰や経済面での支援を政府に要望している。

## 特定年齢層

### 子ども
英国国家統計局が行った子どもと成人を含む20,000人を対象とした調査によると、陽性と判定された子どものうち、2歳〜11歳の9.8%、12歳〜16歳の13%で、5週間後に少なくとも1つの症状が持続していた。18歳未満の子ども129人を分析したイタリアの研究では、2020年9月〜2021年1月1日の間にアンケートで得た健康データを調査した。グループの53%は、診断から120日以上経ってからCOVID-19症状を経験し、43%がその症状による障害を未だに持ち続けていた。症状には、不眠症、疲労、筋肉痛、胸部絞扼感と胸部痛、鼻づまり、倦怠感、集中力低下などがあった。また、スウェーデンの小児5人の症例報告では、診断後6〜8カ月間持続している症状（疲労、動悸、呼吸困難、頭痛、筋力低下、集中力低下）が報告された。